# بيتر توماس كينغ
توماس كينغ (بالإنجليزية: Peter King )‏ (و. 1944 – م) هو سياسي، من الولايات المتحدة الأمريكية، ولد في مدينة نيويورك، هو عضوٌ في الحزب الجمهوري، ويحمل رتبة عسكرية Specialist.

## مناصب
تولى منصب عضو مجلس النواب الأمريكي (منذ 3 يناير 1993).

## التعليم
تعلم في St. Francis College ‏.

## الخدمة العسكرية
خدم في القوات البرية للولايات المتحدة.